# 草間時福
草間 時福（くさま ときよし、1853年6月25日（嘉永6年5月19日） - 1932年（昭和7年）1月5日）は、明治期の官吏、教育者、自由民権運動家、政治家、旧制松山中学（現・愛媛県立松山東高等学校）初代校長。夏目漱石や正岡子規に影響を与えたことでよく知られている。

## 経歴
京都町奉行与力の下田好文の四男として生まれ、のち同与力で陽明学者の草間列五郎の養子となった。義父は安政の大獄に連座していた。安井息軒、中村敬宇に学び、1874年（明治7年）4月2日に慶應義塾に入塾した。変則科四等のクラスに所属し、同門に新井豪、竹田等、鹿島秀麿などが居た。1875年（明治8年）7月に慶應義塾を卒業し、愛媛県権令岩村高俊の求めに応じて仲介役を務めた末広重恭の推薦により、藩校明教館校舎内に新設された愛媛県英学所（現・愛媛県立松山東高等学校）の初代校長兼教頭として四国松山に赴任することになった。ギゾーのヨーロッパ文明史などを講じ、村井保固、拓殖武憲などを指導する。
1876年（明治9年）2月19日、草間が明治政府を批判する論文が『朝野新聞』に掲載された。草間は地球上で最も優れた人間は「英民」ではなく「大日本帝国の民」であるとし、政府の圧迫政策を非難した。2ヶ月の謹慎生活を送った後、愛媛県英学所の校長に再度赴任。草間は刑期満了と共に政談演説を再開しこれを生徒にも推奨した。1877年（明治10年）6月、上京し三田演説会に参加し、福澤諭吉を訪ねる。松山に戻り、自由民権運動組織「公共社」を組織し、土佐の立志社、阿波の自助社と共に愛国社へ参加、植木枝盛や正岡子規と知遇を得る。1879年（明治12年）7月に松山中学校長を辞職、上京する。
1879年（明治12年）9月、交詢社の設立に携わる。1880年（明治13年）に『朝野新聞』に入社し、『嚶鳴雑誌』『北越新聞』などの論説も担当する。沼間守一らと国会期成同盟に参加し、自由党創立時の中核を担うことになる。1881年（明治14年）11月に東京横浜毎日新聞社に入社し、1882年（明治15年）には東京府会議員に当選。『大阪新報』を買収し『日本立憲政党新聞』を発行し、立憲政党を組織した。またこの間、同じ朝野新聞の末広鉄腸・高橋基一とともに日本初のアジア主義団体「興亜会」に参加し、機関誌編集などの実務を担当する。しかしその後立憲政党は解体し、草間は星亨や大井憲太郎と交友したのち、1884年（明治17年）には自由民権運動から身を引き、官界に転進する。自由党系幹部からの官界進出は、異例のことであった。
1884年（明治17年）に、工部省准奏任御用掛となり、その後逓信省郵便為替貯金管理所長、東京郵便電信学校長、航路標識管理所長などを歴任。1913年（大正2年）に退官するまでに29年間を明治政府の官吏として過ごした。1914年（大正3年）4月7日、錦鶏間祗候に任じられる。1932年（昭和7年）1月5日没。墓所は東京青山墓地にある。
二男・時光は後に鎌倉市長を務め、波多野承五郎の娘と結婚。時光の息子・時彦は俳人。

## 栄典
位階
- 1897年（明治30年）2月10日 - 正六位[3]
- 1904年（明治37年）5月10日 - 正五位[4]
- 1909年（明治42年）5月21日 - 従四位[5]

勲章
- 1895年（明治28年）10月31日 - 勲五等瑞宝章[6]

## 登場作品
- 『坂の上の雲』（司馬遼太郎）

## 著書など

### 著書
- 『大塩中斎と頼山陽 坤』（書画骨董雑誌社、1924年）
- 『天葩詠草』（著者発行、1926年）

### 訳書
- ジョン・ルッセル・ヤング 『克蘭度氏世界漫游記』（西宮松之助発行、1880年）